# Zorzines albicilia
Zorzines albicilia är en fjärilsart som beskrevs av Inoue 1976. Zorzines albicilia ingår i släktet Zorzines och familjen nattflyn. Inga underarter finns listade i Catalogue of Life.